# هالة شوكت
هالة شوكت (18 مارس 1930 - 28 أبريل 2007)، ممثلة سورية.

## عن حياتها
ولدت في مدينة درعا جنوب سوريا من أصل تركماني وكانت تجيد اللغة التركية بطلاقة. وانتسبت إلى نقابة الفنانين في سوريا عام 1968، بدأت شهرتها في دمشق وكانت أول زيارة لها لمصر في فيلم (موعد مع المجهول) مع الفنان عمر الشريف في عام 1959 في الخمسينات من القرن الماضي، حيث أطلق عليها المخرج المصري عاطف سالم اسم هالة شوكت في وقت كان فيه تقليد وجود اسم فني هو السائد آنذاك.

### وفاتها
توفيت هالة شوكت عن عمر يناهز السابعة والسبعين في 28 أبريل 2007 في دار السعادة للمسنين بدمشق  بعدما كانت تسكن بمنزل أنيق في حي المزرعة وقد دخلت دار المسنين برغبتها حيث قضت أيامها الأخيرة هناك.
وعن أيامها الأخيرة قالت مديرة الدار ميساء شعبان «هالة إنسانة مسالمة تعيش بهدوء تحب من حولها اجتماعية وكانت تفرح بزيارة زملائها وأصدقائها من الفنانين والذين تابعوا زيارتها مثل دريد لحام، أسعد فضة، ومنى واصف، لينا باتع، ولا بد من لفت النظر إلى مكتب السيد الرئيس الذي دفع لها نفقات سنة كاملة لكنها توفيت وطلبوا صرف المبلغ على تكاليف وفاتها».
واشتهرت هالة شوكت في الوسط الفني، بعد أن عملت في المسرح السوري بعيد منتصف الخمسينات بقليل، وشاركت في عدد من الأعمال الهامة في المسـرح منها العنب الحامض - ترويض الشرسه - موت بائع جوال - الخجول في القصر - طرطوف - بين ساعة وساعة وتألقت في المسرح مع دريد لحام وخاصة في مسرحية كاسك يا وطن. ومثلت في مسلسل نمر العدوان من إخراج صلاح أبو هنود الذي أنتج في دبي.
كما أدت في الإذاعة عدد من المسلسلات والبرامج الإذاعية ولها في السـينما 12 فيلم سينمائي - سوري - جزائري - مصري - وسوري مشترك، ولها في التلفزيون مئات السهرات والمسلسلات آخرها مسلسل ليالي الصالحية للمخرج بسام الملا.

## أهـم مسلسلاتها
- الفصول الأربعة (بدور العمة جميلة)
- ليالي الصالحية ( بدور أم عمر )
- نمر العدوان
- أيام شامية
- درب التبان بدور أم محمود
- الخوالي
- أبو المفهومية
- عشتار (بدور ست عشتار)
- يوميات جميل وهناء (بدور أم جميل)
- كسر الخواطر

- حارة نسيها الزمن (بدور أم عادل)
- المرحون
- مسلسل عودة غوار (بدور ست أبو عنتر)

## أهم أفلامها
- سائق الشاحنة
- سواقة التاكسي
- ذكرى ليلة حب
- اللص الظريف
- الثعلب
- لقاء في تدمر
- غزلان
- القادسية
- وطني وحبي
- موعد مع المجهول

## روابط خارجية
- هالة شوكت على موقع قاعدة بيانات الأفلام العربية